# 拉芬施泰因
拉芬施泰因（德語：Ravenstein，發音：[ˈʁaːvn̩ˌʃtaɪn] ⓘ）是德国巴登-符腾堡州卡尔斯鲁厄行政区内卡-奥登林山县的城市，面积55.97平方千米，2023年12月31日人口为2,958人。